# Dark Night of the Scarecrow
Dark Night of the Scarecrow (Brasil: Noite do Espantalho / A Vingança do Espantalho ) é um telefilme de terror de 1981 realizado pelo escritor Frank De Felitta.

## Sinopse
Um homem deficiente mental, que é costumeiramente perseguido por alguns homens de uma cidadezinha do interior, é morto equivocadamente por seus perseguidores pela acusação de ter matado uma menina. Seus algozes vão a julgamento e são inocentados por carência de provas. Porém, ele voltará entre os mortos, na forma de um espantalho, para fazer justiça a sua morte.

## Elenco
- Charles Durning ... Otis P. Hazelrigg
- Robert F. Lyons ... Skeeter Norris
- Claude Earl Jones ... Philby
- Lane Smith ... Harless Hocker
- Tonya Crowe ... Marylee Williams
- Larry Drake ... Bubba Ritter
- Jocelyn Brando ... Sra. Ritter
- Tom Taylor ...  Procurador Distrital Sam Willock
- Richard McKenzie ... Juiz Henry
- Ivy Jones ... Sra. Willams
- James Tartan ... Sr. Williams
- Ed Call ... Advogado de defesa
- Alice Nunn ... Sra. Bunch
- John Steadman ... Sr. Loomis
- Dave Adams ... Adjunto do xerife
- Ivy Bethune ... Sra. Hocker
- Dennis Robertson ... Ray
- Jetta Scelza ... Sra. Whimberly
- Modi Frank ... Garçonete
- J.D. Feigelson ... Ludie - CB radio
- Robert J. Koster ... O Espantalho